# Папратски До
Папратски До је локалитет у режиму заштите I степена на Фрушкој гори. Налази се на западу централног дела НП Фрушка гора, поред Партизанског пута, између скретања за Лежимир и Гргуревце и на падинама слива Текенишког потока.
Локалитет представља најстарије шумске екосистеме у НП Фрушка гора који су први стављени под заштиту као строги природни резерват, заштићен је 1955. године. Данас је познат по веома очуваним субмонтаним шумама букве прашумског типа, седам врста храстовима и папрати јеленски језик. Папратки До је станиште орла крсташа.
Недалеко од табле, са супротне стране пута, налази се извор Свети Ђурђе.